# 理查顿 (北达科他州)
理查顿（英語：Richardton），是美国北达科他州下属的一座城市。根据2010年美国人口普查，该市有人口529人。2011年估计该市有人口551人，相对于2010年，增长率为4.16%。